# З́
З́, з́는 몬테네그로어에서만 쓰이는 키릴 문자로 /ʑ/ 발음을 나타내는 데 쓴다. 로마자의 Ź에 해당한다. 다만 유니코드에 정식으로 등록된 글자는 아니라 글자와 악센트가 깨지는 경우가 종종 있다. 몬테네그로어가 세르비아어와는 다름을 강조하기 위한 목적 단 하나 때문에 탄생한 글자인데 몬테네그로어의 9번째 알파벳(Ж와 З 사이에 위치함)에 해당한다. 2009년 중반에 몬테네그로 정부가 제정한 언어법에 따라 공식적으로 사용되었다.

## 유니코드
레거시 8비트 키릴 문자 인코딩에 없는 비교적 최근 문자인 З́ 문자는 유니코드의 미리 구성된 문자로 직접 표시되지 않는다. З+◌́(U+0301)로 구성되어야 한다.